# Posnacionalismo

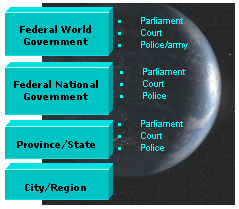
Cosmopolitismo es un concepto que excede la idea de un gobierno mundial.

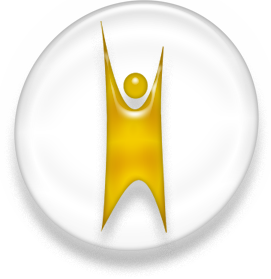
Símbolo del humanismo, en versión oro y blanco.

El posnacionalismo o no nacionalismo describe el proceso por el cual las naciones Estados e identidades nacionales pierden su importancia relativa frente a entidades supranacionales y mundiales. 
Aunque el posnacionalismo no es estrictamente el antónimo de nacionalismo, ambos términos y sus presunciones asociadas son antitéticas.
Por ello, la superación del nacionalismo, con el "posnacionalismo" también puede hallarse, no ya, en las entidades abstractas o ideales, sean nacionales o supranacionales, de un mismo cuño organicista, sino en las mismas personas humanas, las que en condiciones de igualdad y diversidad, se constituyen en el fundamento regio de toda organización.
Las "identidades nacionales" o "nacionalistas" pierden su importancia relativa frente a la noción que del ser humano construye el Sistema de los Derechos Humanos, sin que ello implique, no obstante, negar o desconocer, los beneficios que, la asociación entre personas, conducida por un camino razonablemente consensuado, genera para el individuo y para el grupo.
El humanismo secular pone el centro de atención en la persona y en su desarrollo libre y equitativo. Por tanto, hace hincapié en la ciudadanía y en los derechos humanos vinculados a ella y de que toda persona goza, pues según esta corriente de pensamiento son universales, de acuerdo con la libertad y el libre desarrollo de la personalidad e identidad de que goza cada una de las personas debido a su naturaleza humana. Por ello, los Estados-nación coartan las posibilidades de elección e intentan imponer un patrón común a un grupo de personas. Por ello, y tras el proceso de la globalización, las corrienes posnacionalistas o posmodernistas entienden que la época de los estados-nación hay que dejarlos atrás y que hay que caminar hacia un mundo de soberanías compartidas, pues ya no existen las soberanías independientes absolutas, el mundo está interconectado y hay que dotarlo de estructuras de gobierno y administrativas globales y democráticas más allá de las diferencias coyunturales de raza, religión, sexo u otras identidades particulares.
Varios factores contribuyen a dar forma al posnacionalismo, principalmente económicos, políticos y culturales.
Una sociedad post-nacionalista tendría una serie de implicaciones en diferentes aspectos de la vida social, política y económica. A continuación, se presentan algunas posibles implicaciones de una sociedad post-nacionalista:
1. Mayor integración global: Una sociedad post-nacionalista promovería una mayor integración y cooperación entre diferentes naciones y culturas. Se buscaría superar las barreras nacionales y fomentar la solidaridad y la colaboración a nivel global.
2. Menos énfasis en las identidades nacionales: En una sociedad post-nacionalista, las identidades nacionales podrían perder relevancia en favor de identidades más transnacionales, regionales o basadas en afinidades culturales, políticas o valores compartidos. Esto podría llevar a una mayor diversidad identitaria y a una apertura hacia la multiculturalidad.
3. Reconfiguración de las estructuras políticas: Las estructuras políticas en una sociedad post-nacionalista podrían experimentar cambios significativos. Podría haber una mayor importancia de las instituciones internacionales y regionales en la toma de decisiones y la gobernanza global, en detrimento de los Estados-nación. Se buscaría una mayor cooperación y coordinación entre los actores internacionales para abordar los desafíos globales.
4. Economía globalizada y regulada: En una sociedad post-nacionalista, se esperaría una mayor interdependencia económica global. Esto implicaría una mayor cooperación y regulación a nivel internacional para abordar temas como el comercio, las finanzas y la protección del medio ambiente. Podrían surgir nuevas estructuras y mecanismos de gobernanza económica para facilitar la colaboración entre las naciones.
5. Ciudadanía y derechos globales: Una sociedad post-nacionalista podría redefinir el concepto de ciudadanía, enfatizando la ciudadanía global o cosmopolita. Se podrían buscar derechos y responsabilidades más allá de las fronteras nacionales, reconociendo la interdependencia y la necesidad de una ciudadanía global consciente y comprometida.
6. Mayor movilidad y circulación: Con una flexibilización de las fronteras nacionales, se esperaría una mayor movilidad de personas, bienes y servicios a través de las fronteras. Esto podría tener implicaciones en términos de migración, comercio internacional, turismo y transferencia de conocimientos y tecnología.
7. Cambios en la seguridad y defensa: En una sociedad post-nacionalista, las percepciones y prácticas de seguridad y defensa podrían evolucionar. Podría haber una mayor cooperación y coordinación en términos de seguridad global, con un enfoque en la resolución pacífica de conflictos y la protección de los derechos humanos a nivel internacional.
8. Transformación del concepto de ciudadanía: El concepto de ciudadanía podría experimentar cambios significativos en una sociedad post-nacionalista. Podría haber un mayor énfasis en la ciudadanía global o cosmopolita, donde los individuos se consideran ciudadanos del mundo y tienen derechos y responsabilidades más allá de las fronteras nacionales.

La globalización creciente de factores económicos, como la expansión del comercio internacional de materias primas, bienes manufacturados y servicios, y la importancia de corporaciones multinacionales e internacionalización de mercados financieros, ha trasladado el énfasis desde las economías nacionales a economías globales. Al mismo tiempo, el poder político está siendo transferido parcialmente de autoridades nacionales a entidades supranacionales, como las Naciones Unidas, la Unión Europea, el Tratado de Libre Comercio de América del Norte o la OTAN. En el ámbito cultural, los medios de comunicación de masas e industrias de entretenimiento tienen una difusión cada vez menos acotada por las fronteras nacionales, lo que facilita la formación de tendencias y opiniones a escala mundial. La migración de individuos o grupos entre países contribuye a la formación de identidades y creencias posnacionales, aunque los lazos identitarios a menudo permanezcan asociados a procedencias nacionales y étnicas.

## Personalismo e Individualismo
Juan Pablo II, con una base de humanismo cristiano hace un contraste o "antítesis entre individualismo y personalismo. El amor, la civilización del amor, se relaciona con el personalismo. ¿Por qué precisamente con el personalismo? ¿Por qué el individualismo amenaza la civilización del amor? La clave de la respuesta está en la expresión conciliar: «una entrega sincera». El individualismo supone un uso de la libertad por el cual el sujeto hace lo que quiere, «estableciendo» él mismo «la verdad» de lo que le gusta o le resulta útil. No admite que otro «quiera» o exija algo de él en nombre de una verdad objetiva. No quiere «dar» a otro basándose en la verdad; no quiere convertirse en una «entrega sincera». El individualismo es, por tanto, egocéntrico y egoísta. La antítesis con el personalismo nace no solamente en el terreno de la teoría, sino aún más en el del «ethos». El «ethos» del personalismo es altruista: mueve a la persona a entregarse a los demás y a encontrar gozo en ello. Es el gozo del que habla Cristo (cf. Jn 15, 11; 16, 20. 22)".
Desde teorías racionalistas y del humanismo secular, el personalismo surge como una corriente en la que se considera que el ser humano es libre en el sentido de consciente de sí mismo y tiene capacidad para tomar unas decisiones para crear así una determinada identidad. Por lo tanto, cualquier imposición de alguien ajeno, o de un grupo, es un ataque contra un derecho propio del hombre. Sin embargo, elude el individualismo en tanto que considera que el desarrollo de cada persona al final influye positivamente en el conjunto de la sociedad. Por lo tanto, consideran que el ser humano es un ser social y comunitario, aunque, a diferencia del comunitarismo, ponen hincapié en los sujetos como seres autónomos. Su visión del ser humano es universalista, pues existe un mínimo de aspectos y derechos vinculados al ser humano como tal.

## Autores destacados Actuales
- Beck, Ulrich: Sociólogo alemán reconocido por su obra sobre la sociedad del riesgo y la modernización reflexiva. Ha explorado el concepto de posnacionalismo en el contexto de la globalización y la transformación de la identidad y la política.

- Bauman, Zygmunt: Sociólogo polaco-británico cuyo trabajo se centra en la modernidad líquida y la globalización. Ha reflexionado sobre el posnacionalismo en relación con la erosión de las fronteras y la fluidez de las identidades en el mundo contemporáneo.

- Delanty, Gerard: Sociólogo irlandés que ha investigado temas como la ciudadanía, la identidad y la globalización. Ha examinado el posnacionalismo como un concepto que desafía las ideas tradicionales de la nación y la soberanía.

- Ruggie, John Gerard: Internacionalista estadounidense conocido por su trabajo en teoría de las relaciones internacionales y gobernanza global. Ha abordado el posnacionalismo como una respuesta a los desafíos y cambios en la política y la economía global.

- Sassen, Saskia: Socióloga holandesa-estadounidense que ha investigado temas como la globalización, la migración y la ciudad global. Ha discutido el posnacionalismo en relación con la creciente interconexión de los espacios globales y las transformaciones en la política y la identidad.
- David Held es otro destacado autor que ha abordado el tema del posnacionalismo. Es un politólogo británico conocido por su trabajo en teoría política y gobernanza global. Held ha explorado el concepto de posnacionalismo en el contexto de la creciente interdependencia global y la necesidad de formas de gobierno y cooperación que trasciendan los límites nacionales.

## En la Unión Europea

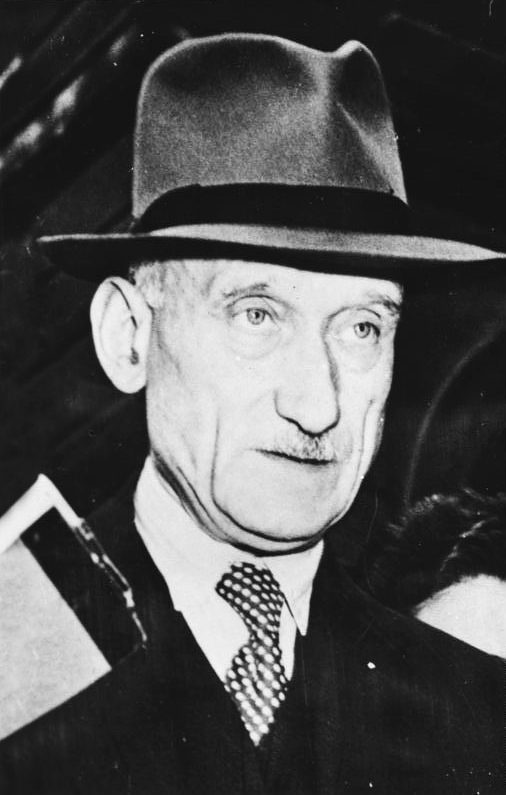
Robert Schuman, Padre de Europa y autor de la Declaración Schuman.

La integración europea ha creado un sistema de entidades supranacionales y a menudo se trata de esta integración con relación al concepto de posnacionalismo.
De acuerdo con esto, en 1992 tras la aprobación del Tratado de Maastricht se crea la ciudadanía europea, con derechos vinculados como la libertad de circulación. Es un ejemplo de posnacionalismo democrático que vincula a los sujetos con el Estado a través de la ciudadanía, independientemente de lengua, religión, raza o identidad patriótica en sentido nacionalista. El patriotismo hacia este nuevo ente supranacional podría considerarse pues como de patriotismo constitucional, sobre lo que se ha basado el movimiento del federalismo europeo.

## En los medios de comunicación
Catherine Frost, profesora de ciencia política en la Universidad de McMaster, expone que mientras el internet y relaciones sociales en línea fraguan vínculos sociales y políticos tras fronteras nacionales, no tienen "la dedicación o cohesión requerida para apuntalar una nueva moda exigente de relaciones sociales y políticas.

## En los deportes
Tendencias posnacionales han sido evidentes en el deporte profesional. Simon Kuper describió la Eurocopa de fútbol de 2008, celebrada en Austria y Suiza, como "el primer campeonato europeo posnacional". Expone que durante el torneo, para los jugadores y aficionados, la deportividad y placer del acontecimiento fueron más importantes que rivalidades nacionales o aún la victoria.